# 潔癖男子青山！
《洁癖男子！青山君》（日语：潔癖男子!青山くん）是是日本漫畫家坂本拓所創作的青年漫畫作品，起初於日本漫畫雜誌《Miracle Jump》2014年6月號至同年10月號連載；後移籍至《週刊YOUNG JUMP》，於2015年9月號連載至2018年5、6月合併號。
电视动画于2017年7月2日起由東京都會電視台、讀賣電視台等電視台播出。台灣、香港和澳門則在2018年由Animax首播。

## 故事簡介
身為足球日本代表的天才帥氣少年青山，是富士美高中足球社背上號碼10號的1年級王牌隊員。實力上能夠代表日本足球U-16的前鋒，因此經常被外校來挖角，據稱有他在的隊伍戰無不勝。但本身卻擁有極度的潔癖症，杜絕頭球・滑球是不變宗旨，也從來都抗拒與他人發生身體接觸，握手時都會帶上手套，但是比賽進入最後五分鐘時則會從潔癖中解放出來，全力應戰。是一部描繪着友情、努力及潔癖的青春故事。

## 登場人物

### 富士美高中

#### 足球社
青山君（聲：置鲇龍太郎、松本沙羅〈小學生〉（日本）；賴緯、李昀晴〈小學生〉（台灣）；簡懷甄（香港））
本作男主角，一年五班，身高175，足球隊，背號10號。中場球員，非常喜歡貓，是足球U-16日本代表，擁有極度潔癖，會踢足球只因為不會用到手，也因潔癖所賜使他的足球技術高超，拒絕名校邀請而就讀富士美高中，選擇富士美的原因是那裡才有他追求的東西(免治馬桶以及白色的制服)。有青山在的比賽，目前為止是全勝紀錄，到比賽剩五分鐘時，即使身上很髒也會忍住踢完，因輸球更讓他厭惡至極。
看似與他人沒有什麼互動，個性也很沉默，但還是會以自己的方式鼓勵他人振作。另外因為有潔癖的關係，在沒有練習的時候會將社團休息室打掃得一塵不染。
除了足球之外，籃球也打得很好。本身也喜歡貓咪，不過在使用逗貓棒時還是會戴口罩與手套。
本身有在玩網路角色扮演遊戲，角色取名為青色山脈，外型與本來面貌一樣，但頭上多了貓耳，手部也是以貓爪的方式呈現出來，個性也與現實差距非常大，可以說是十分的開朗和健談，而在網路世界的房間也十分的凌亂，與現實中沉默寡言、一塵不染的形象形成強烈對比，目前知道青色山脈真實身份的只有同班的成田紫苑，實際上喜歡後藤桃夏，漫畫最終話貌似與後藤桃夏結婚，兩人手上都戴有婚戒，不過兩人目前接觸的極限時間僅有12秒。
財前薰（聲：關智一、古賀葵〈幼年〉（日本）；馬伯強、林筱玲〈幼年〉（台灣）；黃尉斯（香港））
二年三班，身高190，足球隊，背號9號，前鋒球員，外型看不出是日本大企業家的有錢少爺，個性與青山相較下十分的熱血，同時有些嚮往平民的生活方式，足球實力並不算好(特別是射門這一方面)，在後藤桃夏的特訓後已經有明顯的進步。
本作的常識人，對比其他角色，比較不會隨著青山的節奏起舞，一開始沒辦法接受青山的行為舉止，但在相處之下慢慢能夠理解，但有時會忍不住吐嘈。
後藤桃夏（聲：春野杏（日本）；林筱玲（台灣）；陳雪瑩（香港））
一年三班，身高151，足球隊的經理，會來當經理是因為喜歡青山，不准任何人傷害青山，會用裝滿釘子的球棒打人(但如果遇到不合理的事，一樣會拿球棒出來)。小學五年級就認識青山，從那時起便一直暗戀青山。
平時個性很文靜但亦有腹黑的一面，連財前的老爸都不敢忤逆生氣時的她。
雖然是足球隊的經理，但足球實力好過除了青山以外的所有人。甚至還受財前薰請託，進行射門特訓。
坂井一馬（聲：保志總一朗（日本）；賴緯（台灣）；張振熙（香港））
二年三班，身高165，足球隊，背號3號，後衛三人組的其中之一，在其中比較有常識，處於領袖地位。此外，如果髮型改變且也不搞怪的話也相當受女生歡迎。
塚本仁（聲：阪口大助（日本）；賈文安（台灣）；譚禹晋（香港））
二年三班，身高176，足球隊，背號4號，後衛三人組的其中之一，絕技是只用屁股來顛球的「屁股顛球」。
在國中足球部時曾有被前輩霸凌的經歷，到了富士美後才逐漸釋懷。
吉岡太一（聲：吉野裕行（日本）；梁群（台灣）；鄧燦陽（香港））
二年三班，身高186，足球隊，背號2號，後衛三人組的其中之一，性格平和，愛吃東西，尤其熱愛甜甜圈。
石川岳（聲：杉山紀彰（日本）；賈文安（台灣）；郭湛深（香港））
三年級生，足球隊隊長，背號6號，中場球員，足球部里唯一有女朋友的，個性相較其他人來說溫和且包容，初期會開導看不慣青山行為的財前薰。
因為女友是青山後援會的一員，因此有時也會在比賽空檔跑去後援會幫女友一起為青山加油而被部員給吐嘈。
多田光（聲：岸尾大輔（日本）；賴緯（台灣）；楊智聰（香港））
三年級生，足球隊，背號5號，中場球員，自戀狂，覺得自己比青山更帥。
佐藤清（聲：濱野大輝（日本）；張騰（台灣）；柯偉聰（香港））
二年級生，足球隊，背號1號，守門員。富士美高中足球部的守護神。
武井美和（聲：根谷美智子（日本）；李昀晴（台灣）；楊婉潼（香港））
足球隊的教練，柔道三段，在家是個喜愛ACG的宅女，以至於家裡環境髒亂。
個性是說一不二的強氣女，不允許足球隊員質疑他的任何意見，但惟獨對青山相當的寬容跟遷就。
梅屋翼（聲：浪川大輔（日本）；鈕凱暘（台灣）；蔡威賢（香港））
一年級生，柔道社。個性十分內斂有耐性，暗戀後藤桃夏，但明白後藤喜歡的是青山後暗中支持桃夏的戀情，默默協助後藤與青山告白逐漸拉近距離。

#### 足球社以外
尾崎篤夢（聲：森久保祥太郎（日本）；賈文安（台灣））
二年級生，對周圍人保密，真實身分是天才高中生漫畫家「鷹田未來」。個性看似憂鬱，長相美型也深受女生歡迎，但內心真正的個性其實很熱血，並反應在自己的漫畫角色上面。曾經以青山外型和個性在自己的漫畫中添加反派-男爵角色，卻反遭青山外型的男爵大受歡迎而讓漫畫大賣的自己怨恨不已。
成田紫苑（聲：野島裕史（日本）；梁群（台灣）；李震權（香港））
一年五班，另一名潔癖男子，相較於青山，他把潔癖男的形象隱藏的非常好，目前班上也只有青山知道他的真實形象，兩人也是網路遊戲上的戰友。在班上女生運動短褲不見時曾被懷疑，後被青山給解圍，並暗勸紫苑讓班上人多了解自己但被後者給否決。
田村百合（聲：佐藤利奈（日本）；李昀晴（台灣）；顧詠雪（香港））
足球隊隊長石川岳的女友。青山的粉絲。
小田切美緒（聲：中原麻衣（日本）；李昀晴（台灣）；植婉雯（香港））
一年三班，籃球隊，身體素質很好可是投籃很差勁，是位高挑、美顏、巨乳、樂天派的學園偶像。常叫青山師父，唯一可以跟青山觸碰的人(曾讓整個足球隊感到震驚)，這點被後藤桃夏私下認定是情敵，但由於個性好相處（由平常跟青山的互動中可以看出），後藤和她的關係基本上還算是不錯。對青山的感覺只是說不上喜歡的好感，本人看似也沒有很認真。
片平老師（聲：松本沙羅（日本）；李昀晴（台灣）；陳凱婷（香港））
老古板的數學教師，嚴格禁止違反校規的一切事項。
陣内大輔（聲：濱野大輝（日本）；馬伯強（台灣）；羅偉亮 （香港））
柔道部顧問。
有賀彩香（聲：古賀葵（日本）；楊詩穎（台灣））
一年二班，青山籃球課的同學。喜歡青山，看著小田切和青山的互動會吃醋。有一次青山為了確認自己的潔癖，嘗試與她握手，只是最後還是暈倒了。在女僕咖啡廳打工。

### 押上南高中
武智彰（聲：子安武人（日本）；張騰（台灣）; 蔡威賢（香港））
押上南高中足球隊，想邀請青山來押上南來踢足球。個性很自戀，會莫名其妙的在各種場合炫耀自己的腹肌。
伊吹誠吾（聲：三木真一郎（日本）；徐偉翔（台灣）; 柯偉聰 （香港））
押上南高中足球隊，和青山之間有種莫名的競爭關係。足球實力比青山更加厲害，但在處理與倉田梢之間的關係感到相當棘手。雖然是運動員但很討厭控制熱量的飲食方式，成為他和倉田梢吵架的原因。
倉田梢（聲：遠藤綾（日本）；連思宇（台灣）; 何凱怡 （香港））
伊吹的青梅竹馬，很喜歡伊吹，為了他做了很多控制熱量的健康料理。和青山之間似乎也相當熟識。

### 高田學園
折原洋二（聲：鈴木達央（日本））
足球隊的不良少年。
佳奈（聲：沼倉愛美（日本）；林筱玲（台灣））
折原的女友，嘴角下有痣。曾經以很可怕的手法將青山反鎖於休息室內，後來被後藤桃夏救出青山，成為青山的粉絲。

### 南田附属高中
門了（聲：平川大輔（日本）；賈文安（台灣）; 柯偉聰（香港））
塚本國中足球部的前輩，會故意將足球踢到塚本身上藉此欺壓他，讓塚本的國中生涯蒙上陰影。與富士美比賽也利用這點來控制賽局，但最後被青山和後衛其他兩人鼓勵的塚本給打敗。

### 其他人物
財前爸爸（聲：速水獎（日本）；張騰（台灣）; 羅偉亮 （香港））
本名不詳，大財團的老闆，個性看似嚴肅，但其實是很寵愛兒子薰的笨老爸，甚至打算以金錢賄賂的方式讓兒子薰的足球生涯更加順利。
財前媽媽（聲：井上喜久子（日本）；連思宇（台灣））
名叫財前詩織。總是埋頭於某件事之中，而且一但投入就不再關注周遭之事，也因此長年不在薰身邊，不過還是有在關注著自己的兒子。
財前花凛（聲：高橋未奈美（日本）；李昀晴（台灣））
財前妹妹。15歲。討厭被當成小孩子看待。

## 出版書籍
| 冊數 | 集英社         | 集英社                 | 青文出版社     | 青文出版社           |
| 冊數 | 發售日期       | ISBN                   | 發售日期       | EAN                  |
| ---- | -------------- | ---------------------- | -------------- | -------------------- |
| 1    | 2015年1月19日  | ISBN 978-4-08-890101-5 | 2015年10月22日 | EAN 471-8016-01525-8 |
| 2    | 2015年6月19日  | ISBN 978-4-08-890153-4 | 2016年3月21日  | EAN 471-8016-01685-9 |
| 3    | 2015年11月19日 | ISBN 978-4-08-890308-8 | 2017年8月21日  | EAN 471-8016-02447-2 |
| 4    | 2016年2月19日  | ISBN 978-4-08-890360-6 | 2017年9月18日  | EAN 471-8016-02540-0 |
| 5    | 2016年6月17日  | ISBN 978-4-08-890460-3 |                |                      |
| 6    | 2016年10月19日 | ISBN 978-4-08-890546-4 |                |                      |
| 7    | 2017年2月17日  | ISBN 978-4-08-890594-5 |                |                      |
| 8    | 2017年6月19日  | ISBN 978-4-08-890643-0 |                |                      |
| 9    | 2017年6月19日  | ISBN 978-4-08-890685-0 |                |                      |
| 10   | 2017年7月19日  | ISBN 978-4-08-890704-8 |                |                      |
| 11   | 2017年11月17日 | ISBN 978-4-08-890782-6 |                |                      |
| 12   | 2018年3月19日  | ISBN 978-4-08-890875-5 |                |                      |
| 13   | 2018年3月19日  | ISBN 978-4-08-890876-2 |                |                      |

## 電視動畫

### 製作人員
- 原作：板本拓
- 監督：市川量也[4]
- 系列構成、腳本：後藤綠[4]
- 人物設計：松浦有紗
- 總作画監督：永田陽菜、松浦有紗
- 色彩設計：竹川美緒
- 美術監督：髙田真理
- 美術設定：高橋理恵
- 攝影監督：
- CG監督：飯田祐輝
- 音響監督：高桑一[5]
- 音響効果：稻田祐介
- 編輯：
- 音樂：堤博明、大隅知宇
- 音樂製作人：高煙裕一郎
- 音樂製作：波麗佳音[4]
- 製作人：松岡貴徳、片桐秀介、鈴木壽廣、塩谷佳之、宮城揔次、岡村武真
- 動畫製作人：宮﨑裕司
- 動畫製作：雲雀工作室[4]
- 制作：TMS娛樂[4]
- 製作：Team青山

### 主題曲
片頭曲「White」
作詞：鈴木敬，作曲：鈴木敬、小關龍矢、須田原生、辻怜次，主唱：Bentham
片尾曲
全作詞：山川啓介，全作曲：いずみたく，全編曲：RegaSound。
（第1話 - 第4話、第6話 - 第10話、第12話）
主唱：富士美高中足球部［青山君（置鮎龍太郎）、財前薰（關智一）、坂井一馬（保志總一朗）、塚本仁（阪口大助）、吉岡太一（吉野裕行）］
塚本仁Ver.（第5話）
主唱：塚本仁（阪口大助）
坂井一馬Ver.（第11話）
主唱：坂井一馬（保志総一朗）

### 各話列表
| 話數 | 日文標題 | 中文標題             | 香港標題             | 劇本   | 分鏡               | 演出               | 作畫監督                                                                                 |
| ---- | -------- | -------------------- | -------------------- | ------ | ------------------ | ------------------ | ---------------------------------------------------------------------------------------- |
| #01  |          | 青山君愛乾淨         | 青山同學喜歡乾淨     | 後藤綠 | 甲田菜穗、大西佑希 | 甲田菜穗、松浦有紗 | 永田陽菜、難波聖美                                                                       |
| #02  |          | 青山君還記得嗎?      | 青山同學還記得我？   | 後藤綠 | 高橋理惠           | 高橋理惠、金子拓磨 | 安形佳己、山形孝二                                                                       |
| #03  |          | 青山君不在的原因     | 青山不在的理由       | 後藤綠 | 蔦佳穂理           | 蔦佳穂理、飯田祐輝 | 永田陽菜、難波聖美、佐藤綾子                                                             |
| #04  |          | 成田君有個秘密       | 成田同學把它當做秘密 | 後藤綠 | 甲田菜穂           | 甲田菜穂           | 稲田真樹、幸野浩二、永田陽菜                                                             |
| #05  |          | 塚本君以搞笑為命     | 塚本同學有幽默熱忱   | 後藤綠 | 高橋理惠           | 高橋理惠、金子拓磨 | 難波聖美、佐藤綾子、安形佳己 幸野浩二、渡邊真由美、稲田真樹                              |
| #06  |          | 尾崎君有自己的尊嚴   | 尾崎同學有些自負     | 後藤綠 | 添野恵             | 添野恵             | 安形佳己、山形孝二、稲田真樹 難波聖美、永田陽菜、佐藤綾子 小酒井智也                     |
| #07  |          | 小田切同學總是投不進 | 小田切同學進不了球   | 後藤綠 | 甲田菜穂           | 甲田菜穂           | 永田陽菜、難波聖美、山形孝二 安形佳己                                                    |
| #08  |          | 梅屋君非常有耐心     | 梅屋同學忍耐性強     | 後藤綠 | 高田真理           | 蔦佳穂理、飯田祐輝 | 永田陽菜、稲田真樹、渡邊真由美 幸野浩二、山形孝二、安形佳己                              |
| #09  |          | 美和醬想要合宿       | 美和想要特訓營       | 後藤綠 | 蔦佳穂理           | 野亦則行           | 稲田真樹、難波聖美、山形孝二 安形佳己、佐藤綾子、松浦有紗                                |
| #10  |          | 青山君秘密很多       | 青山同學很多秘密     | 後藤綠 | 高橋理惠           | 高橋理惠           | 蔦佳穂理                                                                                 |
| #11  |          | 坂井君變換髮型       | 坂井同學換了髮型     | 後藤綠 | 添野恵             | 添野恵             | 山形孝二、永田陽菜、稲田夏樹 難波聖美、松浦有紗、蔦佳穂里 清水朱音、甲田菜穂、相澤真梨子 |
| #12  |          | 青山君選擇的理由     | 青山同學選擇的理由   | 後藤綠 | 高橋理恵           | 高橋理恵、甲田菜穂 | 山形孝二、稲田真樹、難波聖美 安形佳己、永田陽菜、蔦佳穂里                                |

### 播放電視台
| 播放日期               | 播放時間                   | 播放電視台 | 播放地區   | 備註                |
| ---------------------- | -------------------------- | ---------- | ---------- | ------------------- |
| 2017年7月3日 - 9月18日 | 星期一 0:00 - 0:30         | TOKYO MX   | 東京都     | 參與製作            |
| 2017年7月4日 - 9月19日 | 星期二 2:35 - 3:05         | 讀賣電視台 | 近畿廣域圈 | 《MANPA》第2部      |
|                        | 星期二 23:30 - 星期三 0:00 | BS11       | 日本全域   | BS放送 / ANIME+頻道 |
| 2017年11月13日 -       | 星期一 21:30 - 22:00       | AT-X       | 日本全域   | CS放送 / 有重播     |

| 播放電視台 | 播放日期                 | 播放時間                    | 備註                           |
| ---------- | ------------------------ | --------------------------- | ------------------------------ |
| Animax     | 2018年7月12日 - 8月1日   | 星期三至星期四 20:00－21:00 |                                |
| Animax     | 2018年7月30日 - 8月11日  | 星期一至星期日 20:30－21:00 |                                |
| ViuTV      | 2019年9月14日 - 11月30日 | 星期六 17:00－17:30         | 播出名稱為《潔癖男子！青山君》 |

### BD&DVD
| 卷數 | 發行日期       | 收錄話數       | 規格編號   | 規格編號   |
| 卷數 | 發行日期       | 收錄話數       | BD         | DVD        |
| ---- | -------------- | -------------- | ---------- | ---------- |
| 1    | 2017年9月20日  | 第1話－第2話   | PCXP.50511 | PCBP.53241 |
| 2    | 2017年10月18日 | 第3話－第4話   | PCXP.50512 | PCBP.53242 |
| 3    | 2017年11月15日 | 第5話－第6話   | PCXP.50513 | PCBP.53243 |
| 4    | 2017年12月20日 | 第7話－第8話   | PCXP.50514 | PCBP.53244 |
| 5    | 2018年1月17日  | 第9話－第10話  | PCXP.50515 | PCBP.53245 |
| 6    | 2018年2月21日  | 第11話－第12話 | PCXP.50516 | PCBP.53246 |

### 網路廣播
《潔癖廣播！置鮎君》（潔癖ラジオ！置鮎くん）是2017年6月30日到10月6日於YouTube與電視動畫官方網站配信的節目。主持人為青山的配音員置鮎龍太郎。